# سيارا برافو
سيارا كوين برافو (بالإنجليزية: Ciara Bravo)‏ (وتنطق /siːˈɛrə/ المزدادة في 18 مارس 1997) هي ممثلة أمريكية عُرفت خلال دورها في مسلسلي "Red Band Society" و"Big Time Rush".
كما عملت أيضا في التمثيل الصوتي في سلسلة أفلام «موسم صيد»، «العميل السري أوسو» و"Happiness Is a Warm Blanket, Charlie Brown".

## النشأة
ولدت سيارا في 18 مارس 1997 في الإسكندرية التابعة لولاية كنتاكي الأمريكية، بدأت في إبراز موهبتها منذ سن التاسعة حيث عملت كعارضة في معرض لمواهب عروض الأزياء في دالاس، تكساس. اكتشف موهبتها كل من «برايان ليدر» و«فريدريك ليفي». وبدأت في تأدية التمثيل الصوتي في شبكة بلاي هاوس ديزني من خلال برنامج الأطفال "?Can You Teach My Alligator Manners". ثم ظهرت في فيديو كليب للمغنية الشابة ويلو سميث إضافة إلى أعمال أخرى.
خلال 2008 استمرت في تقديم موهبتها في دعايات إعلانية في أكواريوم نيوبورت، ثم شاركت في دور صغير كفتاة إيطالية في فيلم «ملائكة وشياطين».
تواليا شارك في فيلمين قصيرين ثم ظهرت بعدها على محطة نكلوديون خلال مسلسل "Big Time Rush"، وتليها على شاشة شبكة فوكس التلفزيونية في مسلسل "Red Band Society". إضافة إلى عملها كممثلة صوت في كل من بطاريق مدغشقر، العميل السري أوسو وموسم صيد.

## فيلموغرافيا

### الأفلام
| السنة | العمل                        | الدور          |
| ----- | ---------------------------- | -------------- |
| 2009  | Angels & Demons              | "فتاة إيطالية" |
| 2009  | The Cafeteria                | كارولين        |
| 2009  | Washed Up                    | سارة           |
| 2010  | موسم صيد 3                   | جيزيليتا       |
| 2011  | Cinnamon                     | هيذر           |
| 2016  | Neighbors 2: Sorority Rising |                |
| 2017  | To the Bone                  | تريسي          |
| 2018  | The Long Dumb Road           | آشلي           |

### المسلسلات
| السنة   | العمل                                      |
| ------- | ------------------------------------------ |
| 2008    | Can You Teach My Alligator Manners?        |
| 2009    | Special Agent Oso                          |
| 2009–13 | Big Time Rush                              |
| 2011    | BrainSurge                                 |
| 2011    | Happiness Is a Warm Blanket, Charlie Brown |
| 2011    | Ice Age: A Mammoth Christmas               |
| 2012    | The Penguins of Madagascar                 |
| 2012    | Figure It Out                              |
| 2012    | Big Time Movie                             |
| 2013    | Supah Ninjas                               |
| 2013    | AwesomenessTV                              |
| 2013    | Swindle                                    |
| 2013    | Jinxed                                     |
| 2013    | The Haunted Hathaways                      |
| 2014–15 | Red Band Society                           |
| 2016    | Second Chance                              |
| 2016    | NCIS                                       |
| 2017    | Agents of S.H.I.E.L.D.                     |
| 2019    | Wayne ,Youtube Origenls .                  |